# Test d'éjection en vol du Crew Dragon
Le Test d'éjection en vol du Crew Dragon (en anglais : Crew Dragon In-Flight Abort Test) est un test réalisé par SpaceX le 19 janvier 2020. Il impliquait le lancement d'un Falcon 9 depuis le pas de tir LC-39A sur une trajectoire suborbitale, suivi d'une éjection en vol de Crew Dragon à max Q. La capsule s'est éjectée avec succès, tandis que le premier étage B1046 s'est détruit en raison des forces aérodynamiques, comme prévu.

## Contexte
L'essai a été envisagé comme un scénario de séparation et d'abandon dans la troposphère à des vitesses transsoniques pendant max Q, où le véhicule subit une pression aérodynamique maximale. SpaceX Dragon 2 utiliserait ses moteurs d'éjection SuperDraco pour s'éloigner du Falcon 9 après une coupure prématurée du moteur. Le véhicule se réorienterait, déploierait des parachutes et atterrirait dans l'océan Atlantique. Auparavant, ce test avait été programmé avant le test orbital sans équipage, cependant, SpaceX et la NASA considéraient qu'il était plus sûr d'utiliser une capsule de vol orbital plutôt que le Dragon 2 DragonFly, l'article de test utilisé pour le test d'éjection du pas de tir (au sol). Le vol aurait été lancé depuis Vandenberg  SLC-4E à bord d'un Falcon 9 modifié à trois moteurs, qui était peut-être le prototype F9R Dev2, qui n'a finalement jamais volé.
Après le changement de plan, le test aurait utilisé la capsule C204 de Demo-1, cependant, C204 a été détruite lors d'une explosion survenue pendant un tir statique le 20 avril 2019. Crew Dragon C205, initialement prévue pour Demo-2, a été utilisé pour le test d'éjection en vol et C206 Endeavour a été utilisée pour Demo-2.

## Lancement

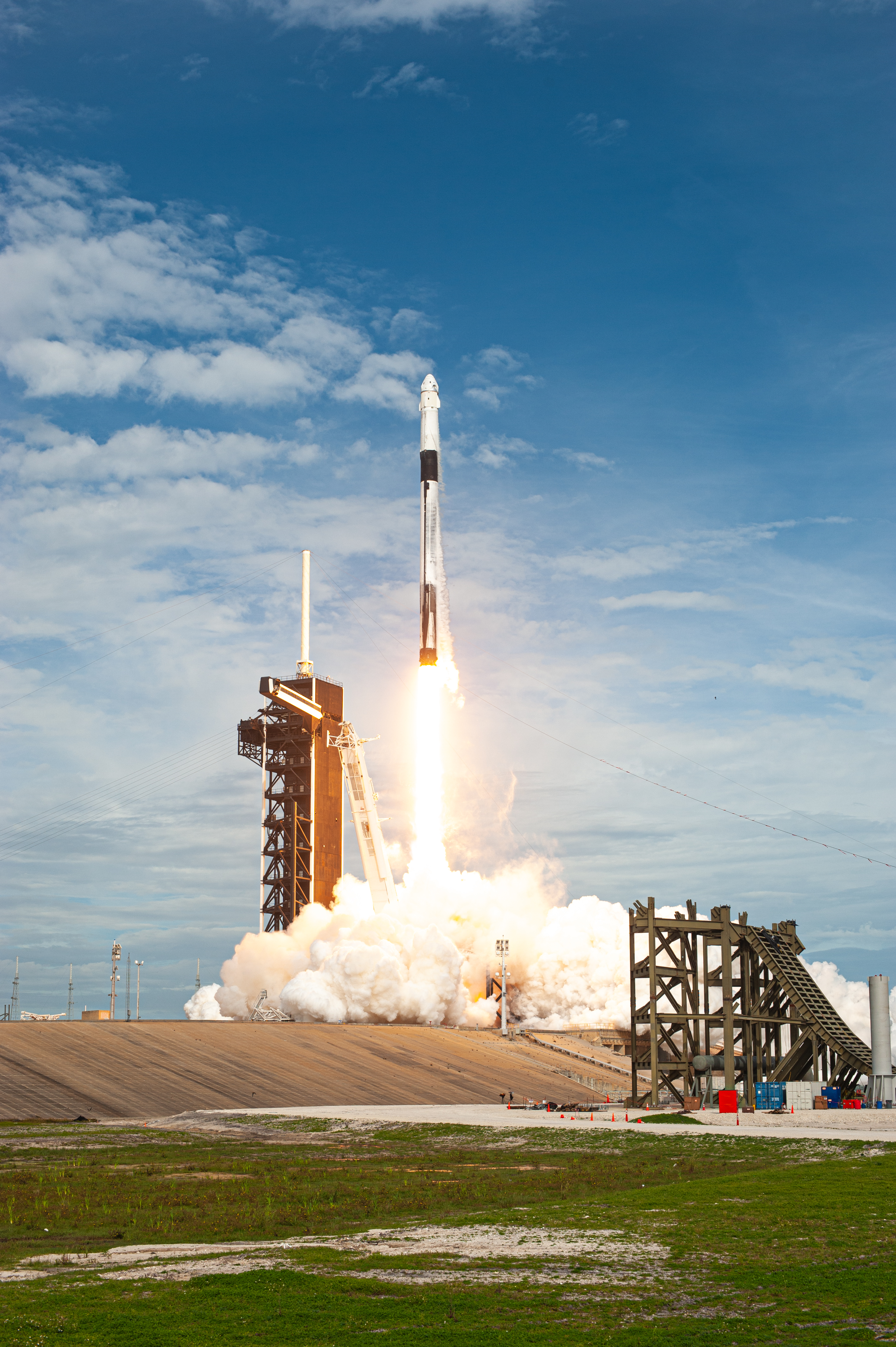
Lancement de Crew Dragon sur Falcon 9 depuis Pad 39A pour le test d'abandon en vol.

Avant le test d'abandon proprement dit, la NASA et SpaceX ont effectué une simulation globale des événements menant au lancement réel de l'équipage, y compris l'habillage de l'équipage et le voyage vers la plate-forme de lancement. Après un report dû à une mauvaise visibilité, le Falcon 9 a décollé à 15h30 UTC, depuis le LC-39A au Kennedy Space Center.

## Mission
Le Falcon 9 a volé nominalement jusqu'à la séparation, moment auquel le Crew Dragon s'est séparé et le lanceur a été détruit. Crew Dragon a suivi sa trajectoire suborbitale vers l'apogée, où le tronc du vaisseau spatial a été largué. Des propulseurs Draco ont ensuite été utilisés pour orienter le véhicule pour la descente. Toutes les fonctions principales ont été exécutées avec succès, y compris la séparation, les mises à feu des moteurs, le déploiement du parachute et l'atterrissage. Dragon 2 a amerri à 15:38:54 UTC juste au large de la côte de Floride dans l'océan Atlantique.